# Plagideicta nubes
Plagideicta nubes är en fjärilsart som beskrevs av Kobes 1983. Plagideicta nubes ingår i släktet Plagideicta och familjen nattflyn. Inga underarter finns listade i Catalogue of Life.